# Ne (Kana)
ね, in Hiragana, oder ネ in Katakana, sind japanische Zeichen des Kana-Systems, die beide jeweils eine Mora repräsentieren. In der modernen japanischen alphabetischen Sortierung stehen sie an 24. Stelle. Die Form beider Kana ist vom Kanji 祢 abgeleitet und beide stellen [ne] dar.
| Form                    | Rōmaji     | Hiragana       | Katakana       |
| ----------------------- | ---------- | -------------- | -------------- |
| Normal s- (さ行 sa-gyō) | ne         | ね             | ネ             |
| Normal s- (さ行 sa-gyō) | nei nee nē | ねい ねえ ねー | ネイ ネエ ネー |

## Strichfolge

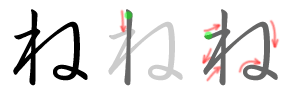
Strichfolge für ね

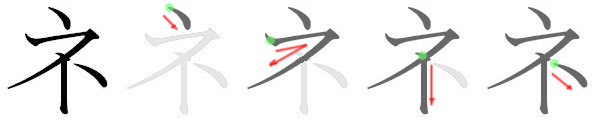
Strichfolge für ネ

## Weitere Darstellungsformen
- In japanischer Brailleschrift:

- Der Wabun-Code ist －－・－.
- In der japanischen Buchstabiertafel wird es als „ねずみのネ“ (Nezumi no Ne) buchstabiert.